# 내포제시조(윗내포제)
내포제시조(윗내포제)는 대한민국 충청남도 서산시에 있는 무형문화재이다. 보유자는 박선웅이다. 2014년 3월 10일 충청남도의 무형문화재 제17호로 지정되었다.

## 참고 문헌
- 내포제시조 - 국가유산청 국가유산포털